# Робертс, Люк (актёр)
Люк Ро́бертс (англ. Luke Roberts, род. 5 октября 1977, Вудбридж, Саффолк, Англия) — английский актёр.
Робертс играл постоянную роль Джозефа Бирна в медицинской мыльной опере «Холби Сити» на протяжении шести сезонов. У него была одна из ведущих ролей в недолго просуществовавшем сериале «Перекрёсток», а также главная роль в драме Sky1 «Стюардессы». В 2016—2017 гг. Робертс появлялся в регулярной роли Вудса Роджерса в сериале «Чёрные паруса», а также исполнил роль сэра Артура Дейна в шестом сезоне телесериала HBO «Игра престолов».
В 2017—2019 гг. играл главную роль в телесериале «Выкуп».

## Фильмография
| Год  | Русское название                            | Оригинальное название                       | Роль           | Примечания      |
| ---- | ------------------------------------------- | ------------------------------------------- | -------------- | --------------- |
| 2005 |                                             | Ambition                                    | Брюс           |                 |
| 2010 |                                             | Pull                                        | Люк            | Короткометражка |
| 2011 | Пираты Карибского моря: На странных берегах | Pirates of the Caribbean: On Stranger Tides | капитан стражи |                 |
| 2013 | Тёмный принц                                | Dracula: The Dark Prince                    | Дракула        |                 |
| 2014 | 300 спартанцев: Расцвет империи             | 300: Rise of an Empire                      | мясник         |                 |
| 2022 | Бэтмен                                      | The Batman                                  | Томас Уэйн     | [ 3 ]           |
| 2022 | Дампир                                      | Dampyr                                      | Драка          |                 |

| Год     | Русское название                     | Оригинальное название                       | Роль                         | Примечания                               |
| ------- | ------------------------------------ | ------------------------------------------- | ---------------------------- | ---------------------------------------- |
| 2001    | Братья по оружию                     | Band of Brothers                            | Герберт Дж. Сьюрт            | Мини-сериал; эпизод "Crossroads"         |
| 2003    | Перекрёсток                          | Crossroads                                  | Райан Сэмпсон                | Эпизоды неизвестны                       |
| 2004-05 | Стюардессы                           | Mile High                                   | капитан Дэн Питерсон         | Главная роль (сезон 2); 20 эпизодов      |
| 2005    | Холби Сити                           | Holby City                                  | Дэниел Фрайер                | Эпизод "No Pain, No Gain"                |
| 2006-11 | Холби Сити                           | Holby City                                  | Джозеф Бирн                  | Главная роль (сезоны 8-13); 200 эпизодов |
| 2006    | Дядя Макс                            | Uncle Max                                   | Ханк                         | Эпизод "Uncle Max Goes Bowling"          |
| 2008    | Полиция Холби                        | HolbyBlue                                   | Джозеф Бирн                  | Эпизод 2.1                               |
| 2011    | Закон и порядок: Лондон              | Law & Order: UK                             | Том Хартсон                  | Эпизод "Fault Lines"                     |
| 2013    | Красавица и чудовище                 | Beauty & the Beast                          | Коннор Сервино               | Эпизод "Seeing Red"                      |
| 2013    | Царство                              | Reign                                       | Саймон Вестбрук              | 2 эпизода                                |
| 2014    | Такси: Южный Бруклин                 | Taxi Brooklyn                               | Рис Ричардс                  | 5 эпизодов                               |
| 2015    | Волчий зал                           | Wolf Hall                                   | Генри Норрис                 | Второстепенная роль; 5 эпизодов          |
| 2015    | Хранительницы голубей                | The Dovekeepers                             | Яким Бен Симон               | Мини-сериал; эпизод "Night One"          |
| 2016-17 | Чёрные паруса                        | Black Sails                                 | Вудс Роджерс                 | Главная роль; 13 эпизодов                |
| 2016    | Игра престолов                       | Game of Thrones                             | сэр Артур Дейн               | Эпизод "Клятвопреступник"                |
| 2017-19 | Выкуп                                | Ransom                                      | Эрик Бомонт                  | Главная роль; 39 эпизодов                |
| 2022    | Кабинет редкостей Гильермо дель Торо | Guillermo del Toro’s Cabinet of Curiosities | Эдди Сайкс/ «Путешественник» | Эпизод "Вскрытие"                        |
| 2024    | Турист                               | The Tourist                                 | Марлоу / доктор Уоткинс      | 1 эпизод                                 |
| 2024    | Расследование сестры Бонифации       | Sister Boniface Mysteries                   | Кингсли Маркхэм              | Эпизод: "Never Too Deadly To Die"        |

| Год  | Русское название     | Оригинальное название | Роль              | Примечания              |
| ---- | -------------------- | --------------------- | ----------------- | ----------------------- |
| 2012 | Risen 2: Dark Waters | Risen 2: Dark Waters  | безымянный герой  | Голос                   |
| 2024 | Silent Hill 2        | Silent Hill 2         | Джеймс Сандерленд | Голос и захват движений |

## Награды и номинации
| Год  | Премия                 | Категория                       | Название                   | Результат |
| 2024 | Golden Joystick Awards | Лучший исполнитель главной роли | Silent Hill 2 (игра, 2024) | Номинация |
| 2024 | The Game Awards        | Лучший перфоманс                | Silent Hill 2 (игра, 2024) | Номинация |
| ---- | ---------------------- | ------------------------------- | -------------------------- | --------- |